# Gabriel Dussurget
 (septembre 2023).
Gabriel Dussurget est un mécène et un directeur de scènes musicales, né le 31 décembre 1904 à Aïn M'lila (Algérie) et mort à Boulogne-Billancourt le 28 juillet 1996.

## Biographie

### Enfance
Gabriel Dussurget vit son enfance en Algérie avec sa famille. À dix ans, il entre au lycée de Constantine. Atteint de paludisme, les médecins conseillent à ses parents de l'envoyer en métropole, qu'il rejoindra peu après la fin de la guerre.

### Arrivée et vie à Paris
À Paris, il se lie avec des gens singuliers et talentueux qui fabriqueront son destin. Il retrouve Maurice Escande, qui le met en contact avec le monde du théâtre. Il prépare son baccalauréat sur les bancs d'une boîte à bachot, où il rencontre Doda Conrad, fils de la cantatrice Marya Freund ainsi que Georges Hugnet, jeune poète lié à Jean Cocteau ou Jules Supervielle.
Ainsi, avant 20 ans, il se mêle au tout-Paris musical et fréquente régulièrement la Comédie-Française, le salon de Madame Freund et l'entourage de Jean Cocteau.
En 1928, il rencontre Henri Lambert, l'homme qui partagera sa vie. Pendant dix ans, ils vont assister à tous les opéras possibles, de Milan à Salzbourg, et rencontrer de nombreux musiciens, compositeurs et comédiens.
Pendant la Seconde Guerre mondiale, il crée, avec Henri Lambert, le Bureau des Concerts de Paris, qui fait débuter de nombreux artistes tels Maurice Gendron, le quatuor Calvet, Yvonne Loriod et Ginette Neveu. En 1942, ils fondent au théâtre Daunou une école d'art dramatique avec Jean-Louis Barrault, Raymond Rouleau, Madeleine Renaud, Pierre Bertin et Julien Bertaux.
En 1945, avec Roland Petit et Boris Kochno, il participe à la création du Ballet des Champs-Élysées, qu'il administre avec Henri Lambert.

### Festival d'art lyrique d'Aix-en-Provence
En 1948, la comtesse Lily Pastré, musicienne et mécène veut créer un festival de musique à Marseille ou dans l'arrière pays. Elle fait appel à Gabriel Dussurget qui cherche des lieux pour le festival. Las de leurs recherches à Marseille, la comtesse les emmène à Aix-en-Provence où Gabriel Dussurget découvre l’écrin du futur festival.
Avec l'aide de Roger Bigonnet, représentant le casino de la ville, il crée le festival avec Henri Lambert et la comtesse Pastré. Edmonde Charles-Roux apporte sa collaboration.
Le festival s'ouvre dans un coin de cour de l'Archevêché avec Così fan tutte de Mozart dans des décors de Georges Wakhévitch. Gabriel Dussurget dirigera le festival jusqu'en 1972. Il aimait donner une première chance à de jeunes artistes qu'il avait découverts, et avec un réel caractère visionnaire : Jean-Pierre Rampal, Gabriel Bacquier, Roger Soyer, Régine Crespin, Carlo Maria Giulini, Pierre Boulez, Teresa Stich-Randall, Teresa Berganza, Serge Baudo, etc.

### Opéra de Paris
À partir de 1959, il travaille à l'Opéra de Paris, où il est le conseiller artistique de Georges Auric, administrateur. Ils ont été nommés par André Malraux.

### Découvreur permanent de talents
En 1972, il quitte le festival d'Aix et l'Opéra de Paris. Mais il continue à chercher les nouveaux talents et est souvent sollicité dans les concours de chant. À l'occasion d'une audition de la Fondation de la Vocation, il découvre le talent de Roberto Alagna qu'il encouragera de ses conseils.

## Postérité
Actuellement sont accordés en souvenir des talents de mécène de Gabriel Dussurget :
- chaque année, un prix Gabriel-Dussurget dans le cadre des Orphées de la Musique ;
- tous les ans, un prix Gabriel-Dussurget dans le cadre du festival d'Aix-en-Provence et de son Académie européenne de Musique. Ce prix est décerné par l'Association Gabriel Dussurget, avec le soutien du conseil régional, de la DRAC et de la ville d'Aix-en-Provence. Il vise à récompenser un artiste révélé par l'Académie européenne de Musique du Festival d'Aix-en-Provence, dans toutes les disciplines qui concourent à la production des œuvres lyriques (chant, direction d'orchestre, composition, scénographie…).

Depuis 2006, il a été décerné au baryton Stéphane Degout, au metteur en scène Jacques Osinski (2007), au chef d'orchestre Jérémie Rhorer (2008), à la mezzo-soprano Anna Grevelius (2009), au compositeur Oscar Bianchi (2010), à la soprano Julie Fuchs (2011), au chef d'orchestre Leonardo García Alarcón (2012), à la soprano Sonya Yoncheva (2013) et à la soprano Mari Eriksmoen (2014).

## Publication
- Le Magicien d'Aix. Les Souvenirs de Gabriel Dussurget, Arles, France, Actes Sud, 2011, 175 p. (ISBN 978-2-7427-8410-3)

### Sources
- D'après article de Vincent Deslandre, in L'Humanité du 31 juillet 1997.
- Publications de l'Association Gabriel Dussurget.

### Vidéo
- Le Magicien d'Aix, documentaire de Pierre Jourdan.